# كاثي بيرغن
كاثي بيرغن (بالإنجليزية: Kathy Bergen)‏ هي منافسة ألعاب القوى أمريكية، ولدت في 24 ديسمبر 1939.